# Haliclona urizae
Haliclona urizae är en svampdjursart som beskrevs av Samaai och Gibbons 2005. Haliclona urizae ingår i släktet Haliclona och familjen Chalinidae.
Artens utbredningsområde är Namibia. Inga underarter finns listade i Catalogue of Life.